# Trolla i Trondheim
Trolla er et byområde og en forstad til byen Trondheim i Norge. Byområdet har 507 indbyggere per 1. januar 2012, og var tidligere et industristed med ca. 300 husstande, vest for det daværende centrum. Tidligere var Trolla Brug væsentlig for stedet, men nu er bruget nedlagt. Trollavassdraget inkluderede Trollabekken, og var vigtig for Trolla Brug og bydelens vandforsyning men forsynes i dag fra Jonsvatnet.
63°27′05″N 10°18′35″Ø / 63.4514°N 10.3097°Ø